# Che originali!
Che originali! è una farsa per musica in un atto del compositore tedesco Johann Simon Mayr su libretto di Gaetano Rossi, a sua volta basato su una farsa francese del 1779.
Fu rappresentato per la prima volta il 18 ottobre 1798 al Teatro San Benedetto di Venezia. Fu il maggior successo veneziano che Mayr ottenne con un lavoro di stampo buffo e questo lavoro assieme a I virtuosi (1801) contribuì a incrementare la fama di Mayr tra il pubblico italiano. L'operina, come era usanza per molte opere buffe, fu in seguito ripresa con diversi titoli: Gli originali, Il pazzo per la musica, La melomane, Il trionfo della musica, Il fanatico per la musica (sicuramente il titolo che tra tutti meglio la descrive) e La musicomania.
La farsa in questione è una satira dell'ambiente musicale dell'epoca, presentando quindi numerose divertimenti allusioni a questo ambito. Mayr compose altre farse usando soggetti musicali, tra le quali si ricordano L'accademia di musica e I virtuosi. Composta da un atto diviso in 23 scene, l'operina presenta un testo semplice, spontaneo e spiritoso, ma le orchestrazioni non sono particolarmente fantasiose. Tuttavia sono presenti parecchie deliziose arie di notevole bellezza e composte con grande maestria, gran parte delle quali seguono i canoni della già affermata aria con da capo.
Molto popolare fu all'epoca la cavatina Chi dice mal d'amore presente nella quinta scena, la quale fu oggetto di numerosi adattamenti. Altra particolarità di questo lavoro è la presenza all'interno dell'opera di caratteri della musica folkloristica veneziana, soprattutto nel finale dove Aristea canta una canzone d'amore.

## Trama
Biscroma e Celestina, servitori nella casa di Don Febeo, un borghese di strette vedute e fanatico per la musica (anche se dilettante), decidono di aiutare la figlia maggiore del padrone, Aristea, infatuata dalla poesia di Metastasio, a sposare il suo innamorato Don Carolino. Don Febeo non solo vuole che Aristea e l'altra figlia, l'ipocondriaca e depressa Rosina, diventino affermate musiciste, ma anche che trovino un marito con un notevole talento musicale. Don Carolino, nonostante sia di rango aristocratico, è musicalmente incapace agli occhi di Febeo; ed a causa della sua ignoranza musicale viene cacciato da Febeo. Intanto si assiste ad una vicenda buffa che mette in evidenza la musicomania di Don Febeo. Avendo egli bisogno di un nuovo staffiere, si presenta un certo Carluccio, ma Febeo vuole che anche i suoi servitori se ne intendano di musica, perciò lo rifiuta. Carluccio risponde per le rime mettendosi a cantare, e Don Febeo si convince ad assumerlo. Intanto Don Carolino, con l'aiuto di Biscroma, ritorna mascherato, per farsi assumere come segretario. Per metterlo alla prova, Don Febeo gli detta alcune note, ma per colpa della sua ignoranza in fatto di musica non riesce a superare la prova e viene smascherato. Intanto Don Febeo si deve recare all'Accademia musicale di cui è presidente per presentare una nuova opera lirica riguardante Don Chisciotte, tuttavia lo si vede ritornare di pessimo umore in quanto l'opera non è piaciuta a nessuno. Si presenta nuovamente Don Carolino nei panni di un famoso maestro di cappella, tale Signor Semiminima. Don Febeo, suo grande ammiratore, va in uno stato di totale confusione, e quando Don Carolino chiede la mano di Aristea, gliela concede senza alcun problema.

## Struttura musicale
- Sinfonia

### Atto Unico
- N. 1 - Introduzione Musicali eccelsi eroi (Biscroma, Celestina, Rosina, Febeo)
- N. 2 - Aria Marito mi chiede (Celestina)
- N. 3 - Cavatina Chi dice mal d'amore (Aristea)
- N. 4 - Duetto Vedrai, mio ben la pecora (Aristea, Carolino)
- N. 5 - Aria Mortal dissonatissimo (Carolino, Biscroma)
- N. 6 - Cavatina Voi di tutti i servidori (Carluccio)
- N. 7 - Duetto Nel pensar che padre sono (Febeo, Aristea)
- N. 8 - Aria Senti un poco il ci s'intende (Biscroma)
- N. 9 - Cavatina Infelice sventurata (Rosina)
- N. 10 - Aria Io ti lascio, e chi sa quando (Febeo, Biscroma, Aristea, Celestina)
- N. 11 - Quintetto Un de' suoi soliti tratti mi aspetto (Celestina, Biscroma, Aristea, Carolino, Febeo)
- N. 12 - Aria No che Padre a me non siete (Aristea)
- N. 13 - Finale Ma signore; m'ascoltate (Rosina, Febeo, Carluccio, Celestina, Biscroma, Carolino, Aristea)

## Registrazioni
Dal 23 al 25 novembre 1998, sotto la direzione musicale di Franz Hauk vi fu la prima registrazione della farsa Che originali!.